# Laločník ostrozobý
Laločník ostrozobý (Heteralocha acutirostris), maorsky nazývaný huia, je vyhynulý druh laločníkovitého ptáka, který se endemitně vyskytoval na Severním ostrově Nového Zélandu. Poslední potvrzené pozorování laločníka ostrozobého se v literatuře nejčastěji uvádí na rok 1907 z pohoří Tararua, nicméně neověřené záznamy o jeho existenci pocházejí ještě ze začátku 60. let 20. století. Vyhynutí tohoto druhu mělo dvě hlavní příčiny. První příčinu představoval nadměrný lov pro okrasné peří a pro muzejní a soukromé sbírky. Druhou příčinou pak bylo rozsáhlé odlesňování Severního ostrova evropskými osadníky. Většinu z těchto oblastí navíc tvořily starobylé ekologicky komplexní pralesy a laločník nedokázal přežít v regenerovaných druhotných lesích.
Laločník ostrozobý měl černě zbarvené peří se zelenavým kovovým nádechem a zářivě oranžové kulaté lícní laloky. Samci měřili asi 45 cm, samice kolem 48 cm. Druh je známý pro svůj neobvyklý pohlavní dimorfismus, který se týkal tvaru a délky zobáku. Zobák samce byl krátký a robustní a výborně se hodil pro sekání a trhání vnějších vrstev rozpadajícího se dřeva, odkud pták získával larvy hmyzu. Samice naopak měla zobák dlouhý, úzký a zahnutý, podobně jako dnešní kolibříkovití, díky čemuž mohla pronikat do chodbiček hmyzu v živých stromech, kam se samec nedostal. Laločníci ve svém přirozeném prostředí převzali úlohu datlovitých, kteří nepronikli východně od Wallaceovy linie. Mimo různých druhů členovců konzumovali také ovoce a představovali tak roznašeče semen.
Laločníci ostrozobí měli významné místo v kultuře domorodých Maorů. Ti si velmi cenili peří těchto ptáků, které jako okrasu nosili vysoce postavení členové kmenů. Mezi jednotlivými kmeny představovala pera výměnný artikl za jiné cenné zboží, případně mohla posloužit i jako dar k utužování vzájemného přátelství a respektu. Maorové podle svých tradic peří ptáků získávali během května až července, zatímco po zbytek roku vyhlašovali takzvaný rāhui – zákaz lovu.

## Systematika

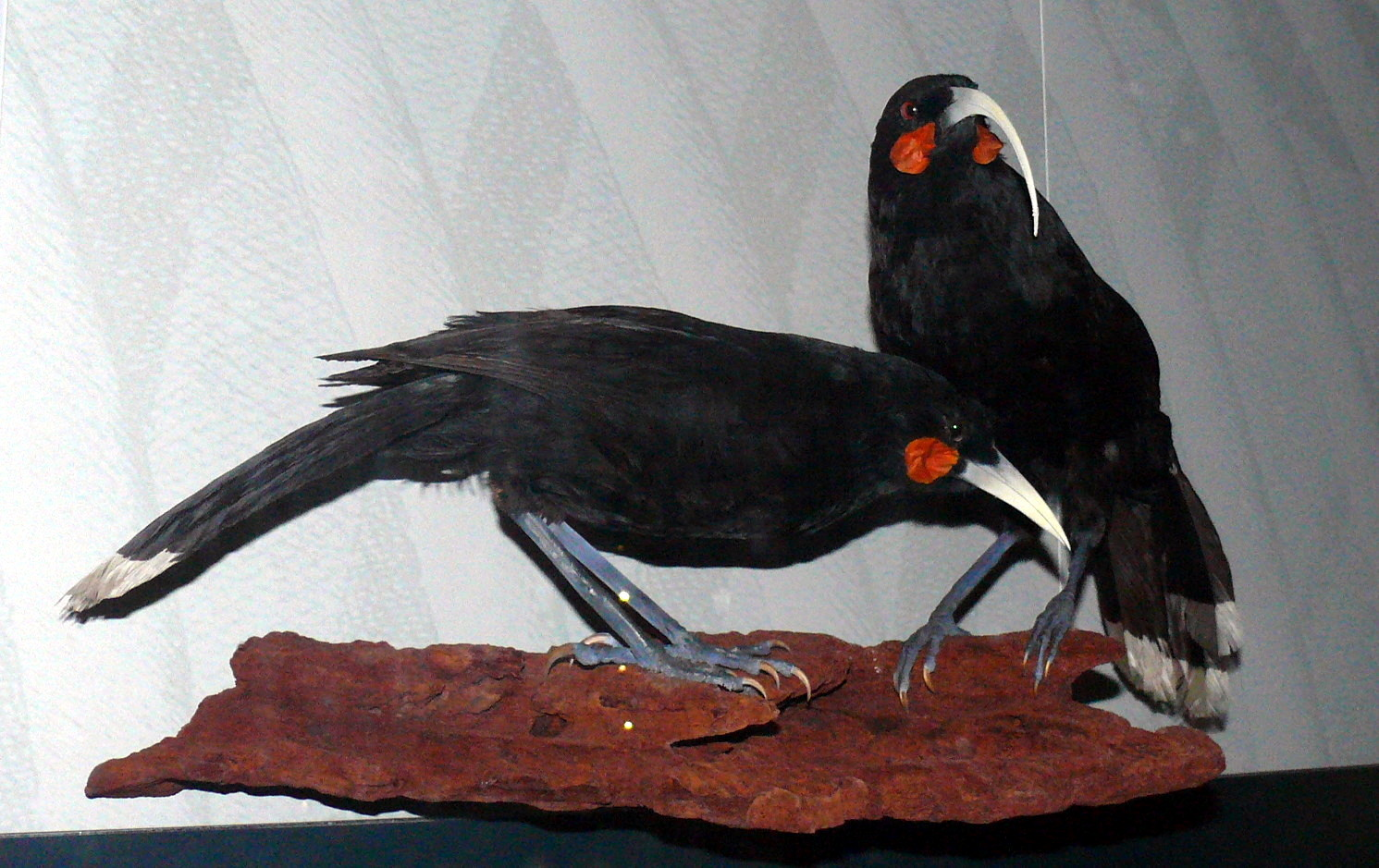
Samec a samice laločníka ostrozobého

Rodové jméno Heteralocha pochází ze starořeckých slov ἕτερος, což znamená „odlišný“, a ἄλοχος, „manželka“. Toto pojmenování odkazuje na výrazný rozdíl ve tvaru zobáku mezi samcem a samicí. Druhové jméno acutirostris má latinský původ – acutus znamená „špičatý“ a rostrum „zobák“ – a odkazuje na dlouhý špičatý zobák samice.
Druh popsal anglický ornitolog John Gould roku 1836. I jeho zmátl neobvyklý pohlavní dimorfismus mezi samcem a samici a popsal je nejprve jako dva odlišné druhy. Pro samici zvolil vědecké pojmenování Neomorpha acutirostris a pro samce Neomorpha crassirostris. Druhové jméno samce vycházelo z latinského crassus, což znamená „velký“ nebo „silný“ a odkazuje na krátký tlustý zobák. George Robert Gray, jiný anglický zoolog, roku 1840 doporučil pro laločníka ostrozobého užívat jméno Neomorpha gouldii, neboť ani jedno ze dvou Gouldem vybraných jmen se nehodilo pro celý druh. Roku 1850 přesunul německý zoolog Jean Cabanis laločníka ostrozobého do rodu Heteralocha, neboť pojmenování Neomorpha již bylo užíváno pro rod kukačkovitého ptáka. K pojmenování druhu se roku 1888 vyjádřil také novozélandský přírodovědec Walter Buller; právě z jeho záznamů je odvozeno téměř vše, co je dnes o tomto druhu známo. Buller schválil Cabanisovo přeřazení druhu do nového rodu, zároveň ale v souladu s přijatými pravidly zoologické nomenklatury doporučil používat pro druh první ze dvou jmen, které pro tento druh užil Gould.
Laločník ostrozobý představoval pravděpodobně pozůstatek z dob rané kolonizace Nového Zélandu zpěvnými ptáky a linie laločníkovitých se na Novém Zélandu vyskytovaly už při jeho oddělení od Gondwany před asi 82 až 85 miliony lety. V rámci zoologické systematiky je rod Heteralocha součástí menší čeledi laločníkovití (Callaeidae) Sundevall, 1836, kterou tvoří společně s rody Callaeas a Philesturnus. Coby nejbližší žijící příbuzný této čeledi vychází novozélandský pěvec medosavka hvízdavá (Notiomystis cincta), která tvoří vlastní monotypickou čeleď Notiomystidae, vztahy s ostatními druhy ptáků nicméně ještě zbývá určit. Molekulární analýza zkoumající vztahy mezi jednotlivými rody čeledi laločníkovití se ukázala jako neprůkazná, výsledky označily za bazální rod Callaeas nebo Heteralocha.

## Popis

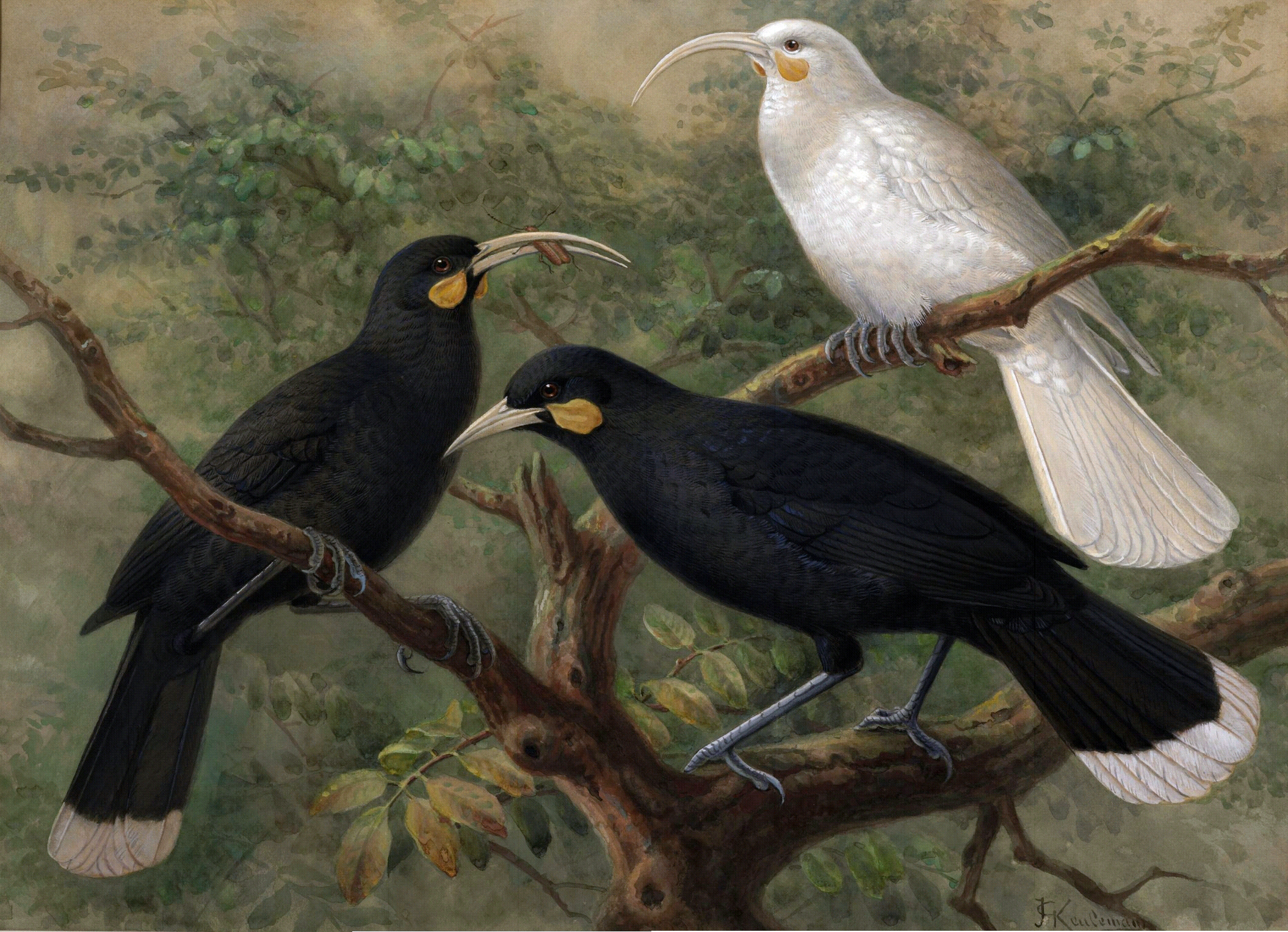
Laločník ostrozobý: samec, samice a bílá samice. Autorem ilustrace je nizozemský malíř John G. Keulemans.

Laločník ostrozobý měl černě zbarvené peří se zelenavým kovovým nádechem a zářivě oranžové kulaté lícní laloky. Oči byly u obou pohlaví hnědé, zobák měl barvu slonovinově bílou, na základně šedou. Končetiny byly dlouhé a namodralé, drápy měly zbarvení světle hnědé. Laločník měl dvanáct dlouhých lesklých černých ocasních per, přičemž na konci ocasu se rozprostíral široký bílý pruh. Nedospělí jedinci se vyznačovali světlými lícními laloky, matnějším opeřením s hnědavými znaky a červenohnědým nádechem bílého konce ocasu. U mladých samic dosahoval zobák jen mírného zakřivení. Maorové si obzvláště cenili barevnou formu laločníka ostrozobého nazývanou huia-ariki. Ptáci huia-ariki měli na rozdíl od černě zbarvených jedinců peří nahnědlé se šedavým pruhováním a tmavšími skvrnami na hlavě a krku. Tato barevná varieta mohla být důsledkem částečného albinismu nebo jenom stáří. Bylo nicméně zaznamenáno i několik prokazatelně leucistických jedinců.
Laločník ostrozobý byl jedinečný v tom, že se u něj vyvinula nejvýraznější pohlavní dvojtvárnost ve tvaru zobáků mezi všemi známými ptáky. I když se různý tvar zobáků mezi pohlavími vyskytuje také u některých rajek nebo datlovitých, u laločníka ostrozobého byl rozdíl nejvýraznější. Zobák samce byl asi 6 cm dlouhý, krátký, robustní a jenom mírně zahnutý, podobně, jako u stále žijícího laločníka sedlatého. Samice naopak měla zobák přes 10 cm dlouhý, úzký a zahnutý, podobně jako dnešní kolibříkovití anebo kystráčkovití.
Ohledně důvodu, proč byly zobáky samce a samice natolik odlišné, existuje několik hypotéz. Nejčastěji přijímanou teorií je, že tato diferenciace umožnila ptákům různého pohlaví využívat různé potravní zdroje. Tato divergence mohla vzniknout kvůli nedostatku konkurenčních druhů v potravních nikách lesních ekosystémů Severního ostrova. Další možností je, že slonovinově zabarvený zobák, ostře kontrastující s obecným opeřením, mohl sloužit k přivábení partnera. U jiných druhů živočichů, jež využívají sexuálně dimorfní fyzické rysy k přilákání partnera, také obyčejně tyto znaky silně kontrastují se zbarvením těla. Další možností je, že u samice, jakožto pečovatelky o mláďata, se dlouhý zobák vyvinul za účelem snadnějšího lovu na bílkoviny bohatých bezobratlých.
Dalším méně výrazným aspektem pohlavního dimorfismu byla mírně odlišná velikost obou pohlaví. Zatímco samci měřili asi 45 cm, samice byly o něco málo delší, asi 48 cm. Ocas samce měřil asi 20 cm a rozpětí křídel činilo 21 až 22 cm, zatímco ocas samice dosahoval délky 19,5 až 20 cm a rozpětí křídel 20 až 20,5 cm.

## Výskyt
Pozůstatky laločníků ostrozobých ukazují, že v minulosti byli rozšířeni v nížinatých i horských pralesích na velké části Severního ostrova. Areál výskytu sahal od poloostrova Reinga (který je nejsevernějším výběžkem Severního ostrova) až po oblast dnešního Wellingtonu a pohoří Aorangi Range na dalekém jihu. Laločník ostrozobý vymizel ze severu a západu Severního ostrova během 14. století, kdy oblast osídlili Maorové. Společně s jejich příchodem totiž došlo k odlesňování, zavedení nepůvodních predátorů (krysa ostrovní) i samotnému lovu ptáků. V době evropské kolonizace v 19. století byl již pták vytlačen do horských oblastí jižní a východní části ostrova, jako byla pohoří Ruahine, Tararua, Huiarau a Kaimanawa. Třebaže některé Bullerovy záznamy hovoří o tom, že se pták kdysi vyskytoval i v některých částech Jižního ostrova, přesvědčivé důkazy získány nebyly.
Laločník ostrozobý se vyskytoval především v podokarpových lesích s hustým podrostem, ale občas také v lesích pabukových (Nothofagus). Byl pozorován v původní vegetaci, včetně stromů mataī (Prumnopitys taxifolia), rimu (Dacrydium cupressinum), kahikatea (Dacrycarpus dacrydioides), maire (Nestegis), hinau (Elaeocarpus dentatus), totara (Podocarpus totara), rewarewa (Knightia excelsa), mahoe (Melicytus ramiflorus) a taraire (Beilschmiedia tarairi), u mysu Turakirae na jižním pobřeží obýval lesy tvořené kyjovci (Corynocarpus). Zcela se vyhýbal obdělávaným oblastem.

## Ekologie

### Pohyb

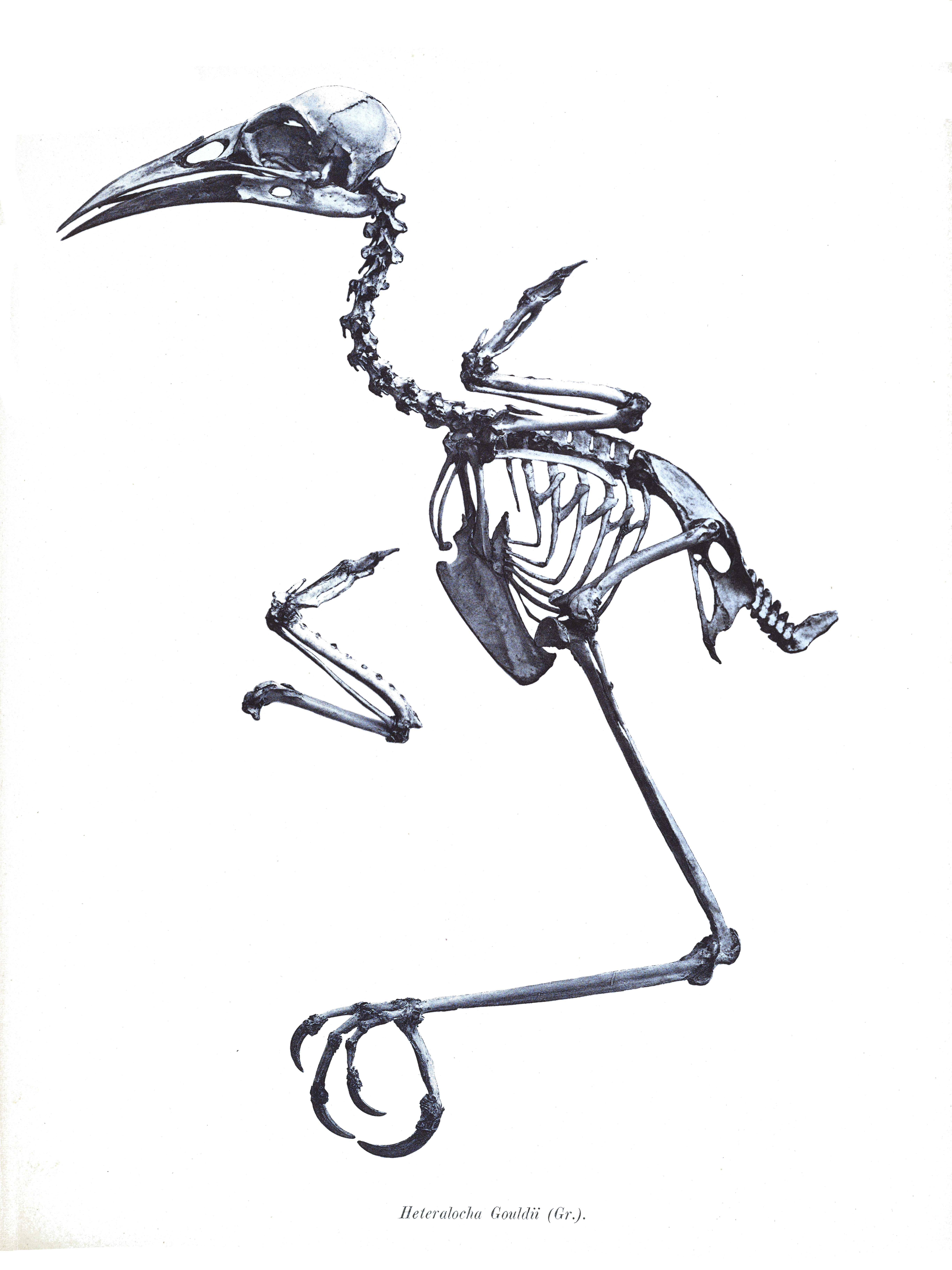
Kostra laločníka ostrozobého. Dlouhé nohy umožňovaly ptákovi skákat lesním podrostem

Laločník ostrozobý byl pravděpodobně stálým druhem, i když ohledně toho není známo mnoho informací. Je nicméně možné, že prováděl sezónní migrace, kdy během léta žil v horských lesích a v zimě se stěhoval do nížinných oblastí, aby se vyhnul drsnějšímu počasí a nízkým teplotám ve výše položených areálech. Stejně jako dosud přežívající druhy laločníků, i laločník ostrozobý byl spíše špatným letcem, mohl létat jenom na kratší vzdálenosti a jenom zřídka létal nad stromovou klenbou. Spíše používal své silné nohy k dlouhým skokům v baldachýnu stromů nebo ve stromovém podrostu, případně také šplhal po kmenech stromů, přičemž jeho ocas mu pomáhal udržovat rovnováhu.

### Potrava
Laločník ostrozobý ve svém přirozeném prostředí představoval hmyzožravý druh získávající potravu prohledáváním stromových dutin. Vzhledem k tomu, že se datlovití nevyskytují východně od Wallaceovy linie, tato prázdná ekologická nika byla vyplněna jinými skupinami původních druhů ptáků. Úloha podobná datlům ve smíšených podokarpových a pabukových lesích připadla dvěma druhům ze dvou různých čeledí: jedním z nich byl laločník ostrozobý, druhým z nich je nestor kaka (Nestor meridionalis).
Laločník svou potravu získával především z trouchnivějícího dřeva. Hlavní část jídelníčku pro něj představovaly larvy tesaříka Prionoplus reticularis (ty jsou v původním jazyce Maorů pojmenovány huhu), avšak lovil i jiné druhy členovců a hmyzu včetně obřího wety nebo pavouků. Konzumoval rovněž ovoce. Buller, který ptáky choval v zajetí, uvedl, že je postupně odvykal jejich přirozené potravě a krmil je i rýží, brambory anebo mletým masem.

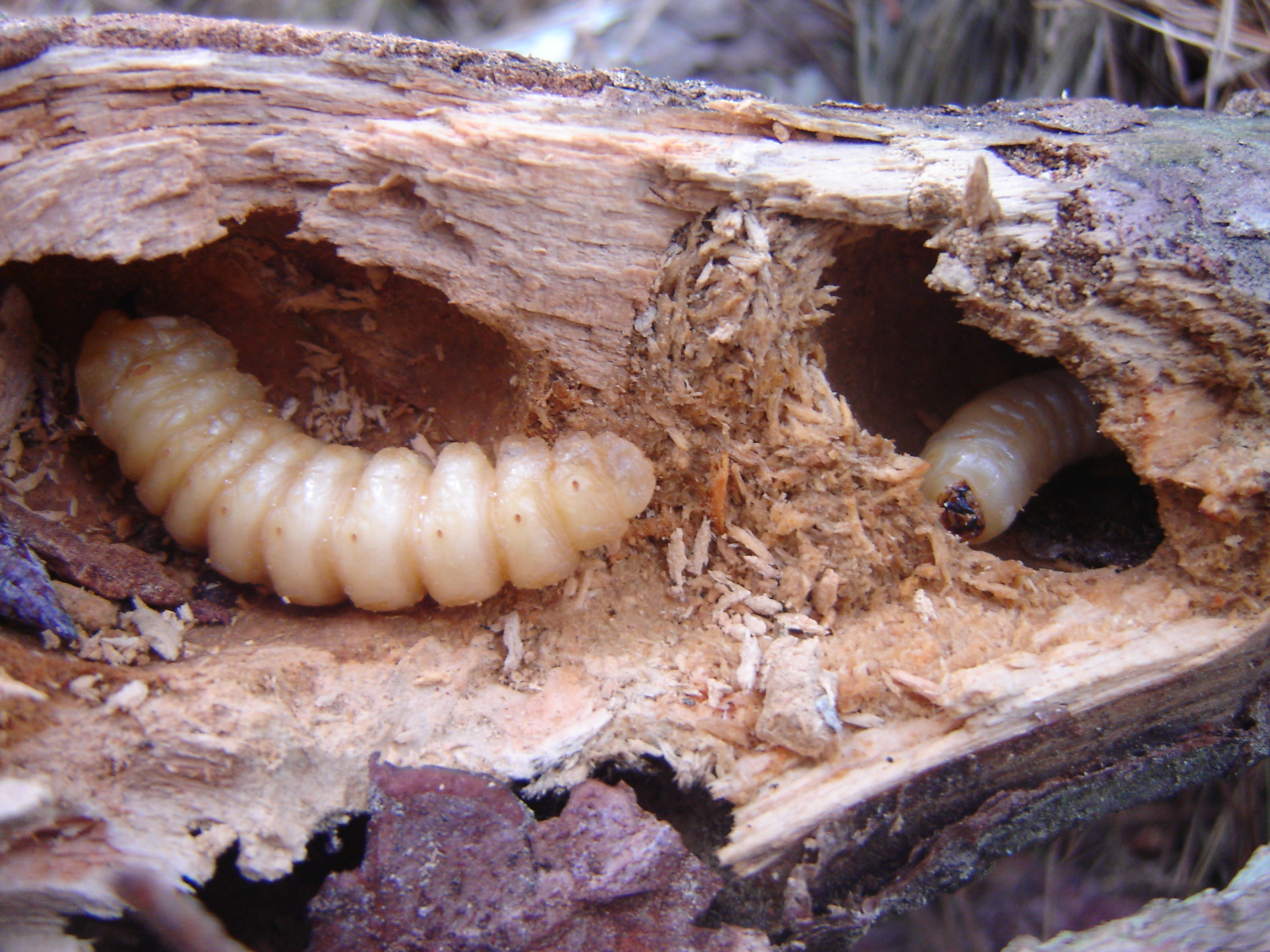
Larvy huhu, nejčastější potrava laločníka ostrozobého

Hmyz a pavouky laločník lovil v rozpadajícím se dřevu, pod kůrou, mechy a lišejníky i ze země. Potravu sbíral buď samostatně nebo v párech, avšak byly pozorovány i menší hejna o asi pěti ptácích, pravděpodobně rodinné skupiny. Různý tvar zobáku mezi pohlavími vedl k odlišným loveckým strategiím u samců a samic. Samci používali svůj tlustý zobák k dlabání a odtrhávání vnějších vrstev rozpadajícího se dřeva, delší zobák samic byl naopak vynikající pro vytahování larev hmyzu z komůrek v živých stromech, kam se samec nedostal. Samec měl dobře vyvinuté lebeční svalstvo, které umožnilo sekání shnilého dřeva a jeho rozštěpení otevřením zobáku. Laločník měl velmi dobře vyvinuté žvýkací svaly a týlní hřeben, který poskytoval další místo pro upevnění svalů, což nositeli umožňovalo otevření čelistí se značnou silou. Poté, co pták ulovil potravu, vyletěl na větev, zbavil kořist všech tvrdých částí a zbytek spolkl.
Samec se samicí při získávání potravy nespolupracovali, alespoň ne v přesném slova smyslu. Všechny zprávy o tom, že členové páru získávali potravu společně, pocházejí ze špatného pochopení pozorování ornitologa Waltera Bullera, který popisoval, jak pár chovaný v zajetí získával larvy brouků ze dřeva. Podle tohoto nedorozumění, které se stalo součástí ekologického folklóru, existovala mezi pohlavími jistá dělba práce: samec svým silným zobákem roztrhal kůru stromů a umožnil tak samici proniknout dlouhým tenkým zobákem do odhalených chodbiček hmyzu. Nicméně navzdory této teorii nikdy nedošlo k pozorování samic, které by se o získanou kořist dělily. Rozdílné zobáky tedy představovaly spíše extrémní příklad mezerové diferenciace, snižující intraspecifickou konkurenci mezi pohlavími, což umožnilo druhu využívat širokou škálu zdrojů potravy v různých mikrohabitatech.
Novozélandské lesy se při rozptylování semen silně spoléhají na plodožravé ptáky. Asi 70 % tamějších dřevin má plody, které jsou (nebo byly) pravděpodobně roznášeny ptáky (včetně laločníka ostrozobého). Druhy plodů, kterými se laločník ostrozobý živil, je obtížné stanovit. Buller uváděl, že se pták živil ovocem mastnoplodu druhu Elaeocarpus dentatus (strom hinau), dále plody stromu Hedycarya arborea a také plody rozmanitých druhů korálovek (Coprosma), zaznamenány byly ale i jiné druhy. Vyhynutí řady původních ptáků včetně laločníka ostrozobého, ptáků moa nebo turnagry bělohrdlé (Turnagra tanagra) společně s úbytkem jiných druhů (kiviové, chřástal weka) vedlo k tomu, že v současné době se v novozélandských lesích vyskytuje jenom málo roznašečů semen. Tento nedostatek avifauny v lesním ekosystému může mít zásadní dopad na procesy, jako je regenerace lesů a rozptyl plodů.

### Hlas
Vokalizace laločníka ostrozobého nebyla důkladně studována, stejně jako mnoho jiných aspektů jeho chování. Veškeré dochované informace o jeho zpěvu pocházejí z několika dobových záznamů. Zpěv byl charakterizován jako rozmanité pískání, „zvláštní a podivné“, ale také „měkké, melodické a flétnové“. Jednalo se veskrze o tichého ptáka. Pokud ale zpíval, tak se tento zpěv mohl rozléhat na značnou vzdálenost — někdy byl slyšitelný až do vzdálenosti asi 400 m, navíc v hustém lese. Zpěv se prý lišil mezi pohlavími, avšak podrobnější informace získány nebyly. Podle většiny dobových popisů laločník ostrozobý zpíval nejčastěji v brzkých ranních hodinách; podle jednoho záznamu se jako první pták ozýval po východu slunce a ptáci chovaní v zajetí prý „probouzeli domácnost“. Stejně jako dosud žijící pištec bělohlavý (Mohoua albicilla) se i laločník ostrozobý choval neobvykle před začátkem deště; byl prý „šťastný a mocně zpíval“. Maorské pojmenování pro druh – „huia“ – je onomatopoií a vychází z hlasitého úzkostného volání, plynulého pískání znějícího jako „uia, uia, uia!“. Tento zvuk prý pták vydával, jestliže byl rozrušený anebo hladový. Mláďata se ozývala „žalostnými výkřiky, příjemnými pro uši“, jenom zřídka odpovídala na lidské napodobování zpěvu a v zajetí se chovala velmi hlučně.

### Rozmnožování

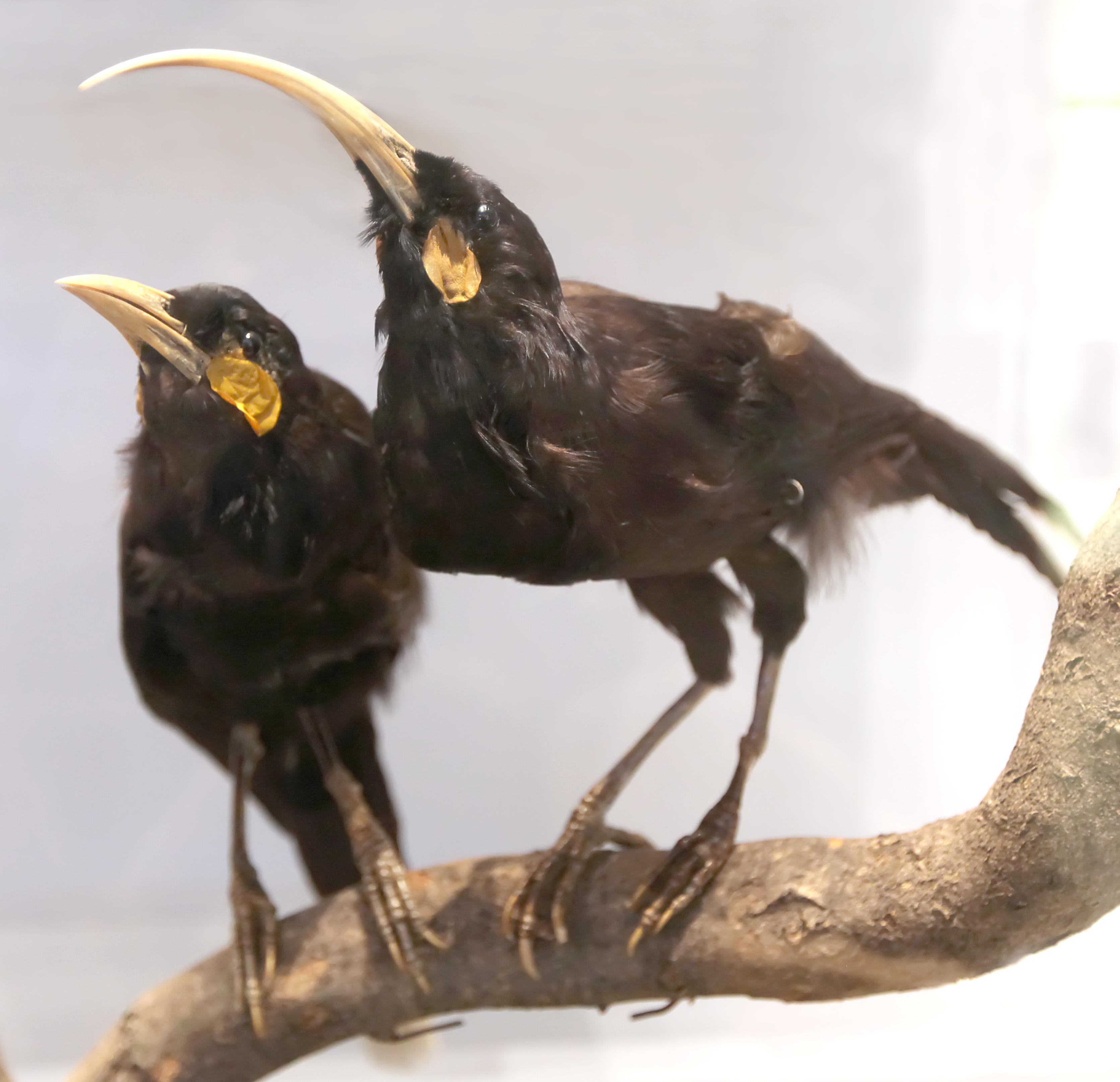
Vycpaný pár laločníka ostrozobého

Laločník ostrozobý byl monogamním ptákem, jednotlivé páry spolu zůstávaly obyčejně po celý život. Nejčastěji bylo možné pozorovat právě páry laločníků ostrozobých, i když někdy ptáci tvořili skupinky i o čtyřech a více jedincích. Walter Buller zaznamenal, že členové jednoho páru se vždy pohybovali blízko u sebe a neustále spolu komunikovali „láskyplným cvrlikáním“, a to i když byli chováni v zajetí. Z Bullerových záznamů také vyplývá, že členové páru „skákali z větve na větev, mávali ocasy, vzájemně se hladili svými zobáky a vydávali cvrlikání“. Během období namlouvání samec samici krmil, jednalo se pravděpodobně o jistý namlouvací rituál. Tvrzení, že samec poskytoval samici potravu, i když pečovala o vejce, nejsou podložena důkazy. Pár laločníka byl prý na sebe natolik úzce vázán, že když byl samec zabit, samice „projevovala nejvyšší úzkost a zahynula deset dní poté“. Laločník ostrozobý byl podle dobových záznamů velmi krotký a nebál se lidí; samice sebou nechaly manipulovat na hnízdě a nebylo těžké ani chytit ptáka do holé ruky.
O rozmnožování tohoto druhu je známo jenom málo informací, protože byla popsána pouze dvě vejce a čtyři hnízda. Jediná známá vejce jsou stále uchována v Muzeu Nového Zélandu Te Papa Tongarewa. Hnízdění se odehrávalo pravděpodobně během pozdního novozélandského jara, tedy v říjnu až listopadu. Předpokládá se, že se pár choval teritoriálně a jedno území si držel celý život. Samice ročně snášela pouze jednu snůšku. Počet vajec si mezi různými dobovými zprávami liší: uvádí se 3–5, 4, 2–4 a 1–4. Vejce měřila asi 45×30 mm a měla šedavou barvu s fialovými a hnědými skvrnami. Inkubaci vajec zajišťovala pravděpodobně samice, i když samec v ní měl zřejmě také menší roli, jak naznačují neopeřená místa na břiše některých samců. Délka samotné inkubace je neznámá. Počet mláďat byl obvykle jedno nebo dvě, i když v jednom hnízdě byla pozorována i tři kuřata. Laločníci si stavěli hnízda na rozmanitých místech: v mrtvých stromech, v záhybech velkých větví, v dutinách stromů, na větvích či na zemi nebo v blízkosti země. Některá hnízda překrývala převislá vegetace. Hnízdo samo o sobě bylo mohutnou talířovitou strukturou, v průměru 350 mm dlouhou a 70 mm hlubokou. Tvořily jej různé rostlinné materiály, jako suché trávy, stonky rostlin nebo listí. Uvnitř hnízda se nacházela menší šálkovitá struktura tvořená měkčími materiály, jako trávou nebo měkkými větvičkami, která představovala podestýlku pro vejce. Po vylíhnutí zůstávala mláďata s rodiči asi po dobu tří měsíců, během této doby využívala poskytované potravy.

## Vztah slidmi

### Vkultuře

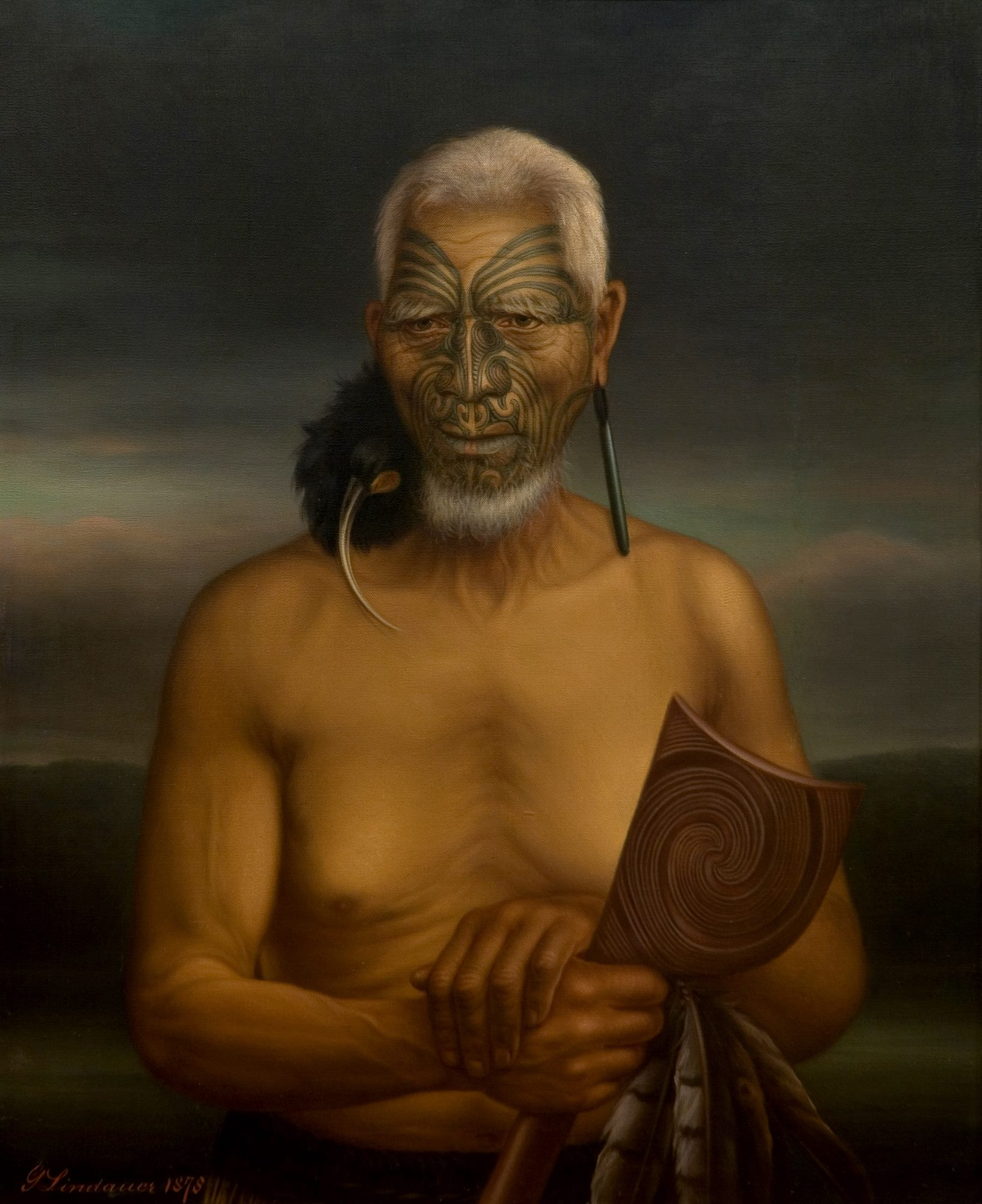
Malba maorského náčelníka Tukukina. Muž má na sobě ceněnou ozdobu pōhoi z laločníka ostrozobého.

Maorové laločníky ostrozobé nelovili pro jídlo, avšak velmi si cenili peří těchto vzácných ptáků, které jako okrasu nosili vysoce postavení členové kmene. Laločník se dal celkem snadno chytit, neboť byl krotký a zvídavý. Maorové ptáky vábili napodobováním jejich zpěvu a následně je lapili pomocí tari, což byla vyřezávaná tyč se smyčkou na konci, nebo je rovnou zabili dlouhými oštěpy. Maorové také často využívali silnou citovou vazbu mezi oběma pohlavími. Někdy stačilo zachytit jednoho člena páru, který následně začal volat svého partnera o pomoc. Pokud druhý pták přiletěl, mohl být i on snadno polapen. Názory na chuť masa laločníka ostrozobého se v dobových záznamech liší. Zatímco někteří popisují maso laločníka ostrozobého při určitých způsobech přípravy jako chutné, podle jiných se jednalo o „tvrdé sousto“ a maso „nebylo vhodné k jídlu“.
Ocasní pera laločníka ostrozobého byla u původního obyvatelstva vysoce ceněna a mezi jednotlivými kmeny představovala také výměnný artikl za jiné cenné zboží, například kameny pounamu nebo žraločí zuby, případně mohla posloužit také jako dar a utužovat přátelství a respekt mezi kmeny. Prostřednictvím tohoto obchodu se peří laločníka ostrozobého dostalo i na daleký sever a daleký jih Nového Zélandu. Pera byla uložena ve vyřezávaných schránkách, jež se nazývaly waka huia. Schránky bývaly obyčejně zavěšovány za strop v domě náčelníka. Maorové peří laločníka ostrozobého nosili při pohřbech a používali jej k ozdobení hlav zesnulých. Vysoce ceněnou ozdobu představovalo takzvané pōhoi, které sestávalo z kůže ptáků, na níž byla ponechána hlava se zobákem; došlo pouze k odstranění končetin a křídel. Zbytek byl opatrně vysušen a sloužil jako ozdoba kolem uší a krku. Někdy se jako ornament nosily i vysušené hlavy laločníků ostrozobých, výsledná ozdoba nesla jméno ngutu huia. Jestliže Maorové zachytili laločníka ostrozobého živého, mohli jej přechovávat v malé kleci a průběžně mu vyškubávat ocasní peří, jakmile dosáhlo plné velikosti. Podobně jako tui zpěvný (Prosthemadera novaeseelandiae) mohl být druh někdy domorodci chován jako domácí zvíře a stejně jako tui se také dovedl naučit několik slov. Existuje dokonce i jeden záznam o laločníkovi, jenž byl ochočen evropskými osadníky. Peří laločníka je dnes velmi vzácné a stalo se vyhledávanou sběratelskou položkou. V červnu 2010 bylo jedno ocasní pero na aukci v Aucklandu vydraženo za rekordních 8000 novozélandských dolarů.
Laločník ostrozobý nemá místo pouze v kultuře původních obyvatel, ale zanechává stopy i v moderní kultuře. Poštovní úřad Nového Zélandu vydal již několik poštovních známek zobrazujících tohoto ptáka a samice laločníka ostrozobého byla vyobrazena na zadní straně novozélandské šestipence ražené mezi roky 1933 až 1966. Jméno tohoto uctívaného ptáka také nese několik silnic a ulic na Severním ostrově včetně silnice Huia Road v Eastbournu, která vede skrz místa, kde na začátku 20. let 20. století došlo k jednomu z posledních pozorování tohoto druhu. Jméno ptáka nese také řeka na západním pobřeží Jižního ostrova, stejně tak jako pohoří Huiarau Range, které se rozprostírá v oblasti Hawke's Bay. Po ptákovi je pojmenováno také několik soukromých podniků.

### Vyhubení

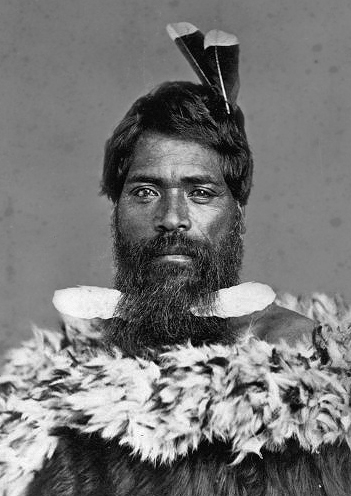
Maorský muž s vlasy ozdobenými peřím laločníka ostrozobého

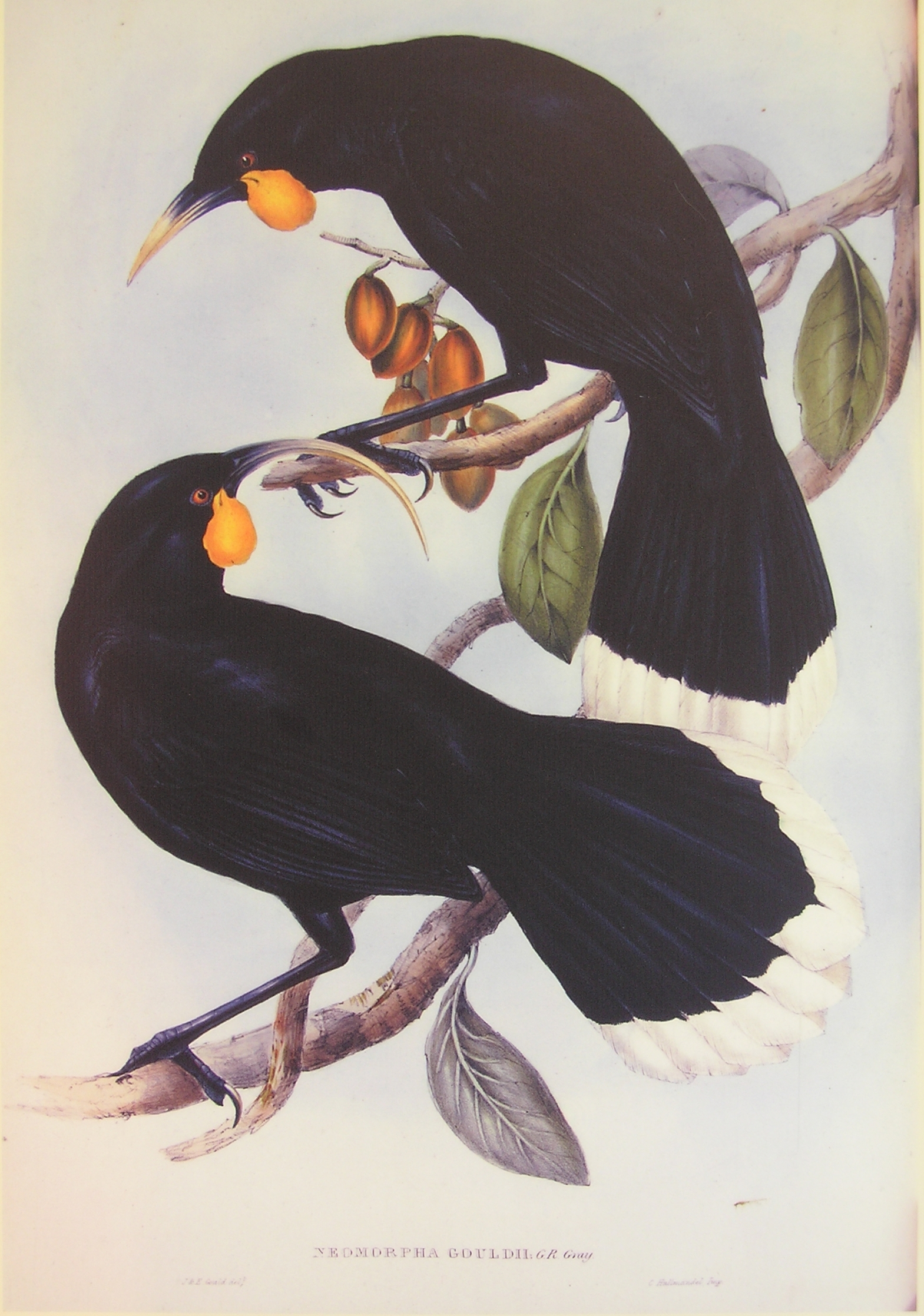
Pár laločníků na kresbě Johna Goulda

Laločník ostrozobý se před lidskou kolonizací Nového Zélandu vyskytoval po celém Severním ostrově. Následkem osídlení Nového Zélandu Maory ve 14. století s dalším příchodem evropských osadníků ve 40. letech 19. století (který byl spojen s ničením stanovišť, lovem a zavedením nepůvodních predátorů) byl pták vytlačen pouze do jižních oblastí Severního ostrova. Lov ze strany původních obyvatel probíhal nicméně do jisté míry omezeně. Maorové podle svých tradic peří ptáků získávali během května až července, zatímco po zbytek roku vyhlašovali takzvaný rāhui – zákaz lovu. Teprve po evropském osídlení začala populace laločníků klesat rychleji následkem masivního odlesňování a nadměrného lovu.
Pokles populace laločníka ostrozobého byl v tehdejších dobách jen velmi málo zkoumán, podobně jako u ostatních původních a dnes již vyhynulých novozélandských ptáků. Evropané začali Severní ostrov silně odlesňovat, zejména v nížinatých oblastech jižního Hawke's Bay nebo Wairarapy, a oblast po původním lese nahradili zemědělskou půdou. Pro laločníka ostrozobého tato činnost představovala vážnou hrozbu, protože mohl přežívat pouze ve starých pralesích s velkým množstvím starých trouchnivějících stromů, kde získával larvy dřevokazného hmyzu. Zdá se, že nemohl přežít v regenerujících se druhotných lesích. Ačkoli horské lesy zůstaly většinou zachovány, nížinaté lesy Evropané vykáceli. Podle některých teorií nicméně ptáci sestupovali do nížinných lesů během zimy, aby unikli mrazu a sněhu ve vyšších polohách, a proto by pro ně ztráta této části biotopu představovala vážnou hrozbu.
Dalším důvodem poklesu laločníka ostrozobého se stala introdukce nepůvodních savců, včetně krys, koček a některých lasicovitých šelem. V 80. letech 19. století dosáhla introdukce těchto druhů vrcholu a souběžně také extrémně poklesla početnost laločníků ostrozobých. Protože trávili mnoho času na zemi, představovali pro savčí predátory snadnou kořist. Další možnou příčinou vyhynutí bylo dovlečení exotických parazitů a nemocí z Asie následkem dovezení majny obecné (Acridotheres tristis).

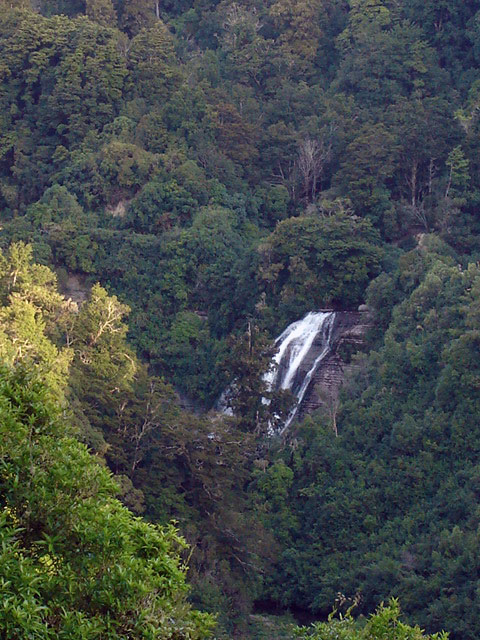
Vodopády Mokau v oblasti Te Urewera, odkud pocházejí poslední neověřená pozorování druhu

Zničení stanovišť společně s predací ze strany zavlečených druhů představovaly nebezpečí pro všechny původní novozélandské druhy, laločník byl však kromě toho vystaven i nadměrnému lovu. Kvůli svému výraznému pohlavnímu dimorfismu a krásnému peří začal být pták vyhledáván zámožnými evropskými sběrateli a muzei po celém světě. Tito jednotlivci a instituce vypláceli za dobrý exemplář velké sumy a zahraniční poptávka vytvořila silnou finanční pobídku pro novozélandské lovce. Tento lov zpočátku probíhal pouze ze stran přírodovědců. Například rakouský ornitolog Andreas Reischek během deseti let ulovil na 212 párů pro Přírodovědné muzeum ve Vídni, zatímco novozélandský přírodovědec Walter Buller jich shromáždil 18 jenom během jedné z několika výprav do pohoří Remutaka Range během roku 1883. Další lidé, kteří chtěli na peří laločníka profitovat, se brzy připojili. Buller se zmiňuje, že roku 1883 jistá skupina jedenácti Maorů získala na 646 kožek laločníků. Tisíce ptáků byly tímto stylem prodávány do zámoří. Situaci zhoršil také rozvoj infrastruktury v nížinných lesích; stovky ptáků byly zastřeleny kolem silničních a železničních stavebních táborů.
Nadměrný neudržitelný lov nebyl poháněn jenom finančními odměnami; měl také filozofický aspekt. Podle dobových evropských názorů byly koloniální objekty, ať už se jednalo o rostliny, zvířata nebo domorodé obyvatele, horší než věci evropské. Očekávalo se, že rostliny a zvířata lesních ekosystémů Nového Zélandu budou rychle nahrazeny silnějšími a konkurenceschopnějšími evropskými druhy. Tento předpoklad nevyhnutelné zkázy původní fauny vedl k závěru, že ochrana přírody a původních druhů je zbytečná; viktoriánští sběratelé namísto toho stáli o co největší počet vzorků vzácných druhů ještě před jejich vyhynutím.
Jisté pokusy o zachování druhu se objevily, ale bylo jich nemnoho, byly špatně organizované a jen stěží legálně vynutitelné; ochrana přírody Nového Zélandu se teprve rozvíjela. Během 60. let 19. století a na konci 80. let 19. století došlo k prudkému poklesu stavů laločníka ostrozobého, což vedlo některé maorské náčelníky k vyhlášení rāhui na celé pohoří Tararua Range. Roku 1892 byl upraven zákon o ochraně volně žijících ptáků tak, aby zahrnoval i laločníka ostrozobého, na základě čehož se stalo nelegálním ptáka zabít, ale vymáhání tohoto zákona nebylo bráno vážně. V nově vytvořených ptačích rezervacích na ostrovech Little Barrier Island, Kapiti a Resolution Island nikdy k vysazení populací laločníka ostrozobého nedošlo. Zvlášť špatně zvládnutou se stala snaha o introdukci na ostrov Kapiti. Živý pár, jenž měl být vysazen na ostrov, si přivlastnil Buller, který obešel zákon a oba ptáky dovezl do Anglie jako dárek pro lorda Lionela Rothschilda, společně s posledním odchyceným živým párem sovek bělolících (Sceloglaux albifacies).
Roku 1901 navštívili Nový Zéland vévoda a vévodkyně z Yorku (pozdější král Jiří V. a královna Marie z Tecku). Během oficiálního přivítání Maory si jedna přihlížející maorská žena vytáhla z vlasů peří laločníka a coby projev úcty jej umístila vévodovi do klobouku. Mnoho tehdejších Evropanů chtělo následně tuto módu napodobit. Cena ocasního pera se brzy vyšplhala na 1 libru, každý pták měl hodnotu asi 12 liber a některá pera se prodávala až za 5 liber. Poslední pokus o posílení státní ochrany selhal roku 1903, kdy generální prokurátor omluvil nelegální obchod tím, že neexistuje žádný zákon na ochranu peří.
Laločník ostrozobý na různých místech Nového Zélandu vymizel postupně. Na začátku 20. století se ještě ptáci hojně vyskytovali mezi Hawke's Bay a Wairarapou, roku 1905 bylo hlášeno hejno 100 až 150 ptáků, o rok později byli stále „docela hojní“ v horním toku řeky Rangitikei – ale již o rok později přišlo datum posledního pozorování. Poslední pozorování laločníka ostrozobého je v literatuře nejčastěji kladeno do roku 1907, kdy William Walter Smith, pracovník na venkovských statcích a městských parcích v Canterbury a ochránce přírody, viděl v lesích pohoří Tararua Range tři ptáky. Poslední pozorování roku 1907 uvádí také Mezinárodní svaz ochrany přírody. Novější studie nicméně považují datum Smithova pozorování za nespolehlivé a kloní se spíše k tomu, že Smith pozoroval ptáky v roce 1905. Ať tak nebo tak, stále se objevovala nepotvrzená, avšak pravděpodobně věrohodná pozorování druhu, což svědčí o tom, že laločník vyhynul ještě o něco později. V pohoří Tararua byl pták pozorován prý ještě ve 20. letech 20. století. Poslední údajné zprávy o pozorování laločníků ostrozobých pocházejí z Národního parku Te Urewera, s jedním pozorováním blízko Mt Urutawa roku 1952 a posledními záznamy z let 1961 a 1963 u jezera Waikareiti. I když někteří vědci nezavrhují možnost, že ve zdejších lesích malá populace laločníků dodnes přežívá, zdá se to být vysoce nepravděpodobné. Mezinárodní svaz ochrany přírody druh hodnotí jako vyhynulý.